# Stefano Pignatelli
Stefano Pignatelli (ur. w 1578 w Piegaro, zm. 12 sierpnia 1623 w Morlupo) – włoski kardynał.

## Życiorys
Urodził się w 1578 roku w Piegaro, jako syn Giovanniego Paola Pignatelliego i Cateriny Romany. Studiował prawo na Uniwersytecie w Perugii, a następnie został protonotariuszem apostolskim i kanonikiem bazyliki laterańskiej. W sierpniu 1619 roku przyjął święcenia kapłańskie. 11 stycznia 1621 roku został kreowany kardynałem prezbiterem i otrzymał kościół tytularny Santa Maria in Via. Zmarł 12 sierpnia 1623 roku w Morlupo.